# Olympische Sommerspiele 2016/Teilnehmer (Guyana)
| Gelbes Symbol für Goldmedaillen mit stilisierten Olympischen Ringen | Graues Symbol für Silbermedaillen mit stilisierten Olympischen Ringen | Braundes Symbol für Bronzemedaillen mit stilisierten Olympischen Ringen |
| ------------------------------------------------------------------- | --------------------------------------------------------------------- | ----------------------------------------------------------------------- |
| —                                                                   | —                                                                     | —                                                                       |

Guyana nahm an den Olympischen Spielen 2016 in Rio de Janeiro teil. Es war die insgesamt 17. Teilnahme an Olympischen Sommerspielen. Die Guyana Olympic Association nominierte sechs Athleten in zwei Sportarten.

## Teilnehmer nach Sportarten

### Leichtathletik
Laufen und Gehen 
| Athleten          | Wettbewerb | Runde 1 | Runde 1 | Halbfinale    | Halbfinale    | Finale        | Finale        | Rang |
| Athleten          | Wettbewerb | Zeit    | Rang    | Zeit          | Rang          | Zeit          | Rang          | Rang |
| ----------------- | ---------- | ------- | ------- | ------------- | ------------- | ------------- | ------------- | ---- |
| Frauen            |            |         |         |               |               |               |               |      |
| Brenessa Thompson | 100 m      | 11,72 s | 53      | ausgeschieden | ausgeschieden | ausgeschieden | ausgeschieden | 53   |
| Brenessa Thompson | 200 m      | 23,65 s | 59      | ausgeschieden | ausgeschieden | ausgeschieden | ausgeschieden | 59   |
| Aliyah Abrams     | 400 m      | 52,79 s | 38      | ausgeschieden | ausgeschieden | ausgeschieden | ausgeschieden | 38   |
| Männer            |            |         |         |               |               |               |               |      |
| Winston George    | 400 m      | 45,77 s | 26      | ausgeschieden | ausgeschieden | ausgeschieden | ausgeschieden | 26   |

 Springen und Werfen 
| Athleten   | Wettbewerb | Qualifikation | Qualifikation | Finale     | Finale | Rang |
| Athleten   | Wettbewerb | Weite/Höhe    | Rang          | Weite/Höhe | Rang   | Rang |
| ---------- | ---------- | ------------- | ------------- | ---------- | ------ | ---- |
| Männer     |            |               |               |            |        |      |
| Troy Doris | Dreisprung | 16,81 m       | 4             | 16,90 m    | 7      | 7    |

### Schwimmen
| Athleten         | Wettbewerb          | Vorlauf | Vorlauf | Halbfinale    | Halbfinale    | Finale        | Finale        | Rang |
| Athleten         | Wettbewerb          | Zeit    | Rang    | Zeit          | Rang          | Zeit          | Rang          | Rang |
| ---------------- | ------------------- | ------- | ------- | ------------- | ------------- | ------------- | ------------- | ---- |
| Frauen           |                     |         |         |               |               |               |               |      |
| Jamila Sanmoogan | 50 m Freistil       | 28,88 s | 63      | ausgeschieden | ausgeschieden | ausgeschieden | ausgeschieden | 63   |
| Männer           |                     |         |         |               |               |               |               |      |
| Hannibal Gaskin  | 100 m Schmetterling | 58,57 s | 42      | ausgeschieden | ausgeschieden | ausgeschieden | ausgeschieden | 42   |